# Super League Dream Team
Das Super League Dream Team ist ein seit 1996 jährlich gewähltes All-Star-Team, bestehend aus den Super-League-Spielern, die im Laufe der Saison auf ihrer Position die besten Leistungen erbracht haben. Die Auswahl findet durch Sportjournalisten- und Kommentatoren nach Ende der gesamten Saison statt.

## 1996 Dream Team
| Spieler           | Position                 | Verein            | Nationalität |
| ----------------- | ------------------------ | ----------------- | ------------ |
| Garry Connolly    | Schlussmann              | London Broncos    | England      |
| Jason Robinson    | Rechter Außendreiviertel | Wigan Warriors    | England      |
| Va'aiga Tuigamala | Rechter Innendreiviertel | Wigan Warriors    | Neuseeland   |
| Paul Newlove      | Linker Innendreiviertel  | St Helens         | England      |
| Anthony Sullivan  | Linker Außendreiviertel  | St Helens         | England      |
| Henry Paul        | Verbinder                | Wigan Warriors    | Neuseeland   |
| Bobbie Goulding   | Gedrängehalb             | St Helens         | England      |
| Apollo Perelini   | Pfeiler                  | St Helens         | Samoa        |
| Keiron Cunningham | Hakler                   | St Helens         | Wales        |
| Terry O’Connor    | Pfeiler                  | Wigan Warriors    | England      |
| Peter Gill        | Zweite-Reihe-Stürmer     | London Broncos    | Australien   |
| Paul Sculthorpe   | Zweite-Reihe-Stürmer     | Warrington Wolves | England      |
| Andrew Farrell    | Dritte-Reihe-Stürmer     | Wigan Warriors    | England      |

## 1997 Dream Team
| Spieler          | Position                 | Verein           | Nationalität |
| ---------------- | ------------------------ | ---------------- | ------------ |
| Stuart Spruce    | Schlussmann              | Bradford Bulls   | England      |
| Jason Robinson   | Rechter Außendreiviertel | Wigan Warriors   | England      |
| Danny Peacock    | Rechter Innendreiviertel | Bradford Bulls   | Australien   |
| Alan Hunte       | Linker Innendreiviertel  | St Helens        | England      |
| Anthony Sullivan | Linker Außendreiviertel  | St Helens        | England      |
| Graeme Bradley   | Verbinder                | Bradford Bulls   | Australien   |
| Tony Smith       | Gedrängehalb             | Wigan Warriors   | England      |
| Paul Broadbent   | Pfeiler                  | Sheffield Eagles | England      |
| James Lowes      | Hakler                   | Bradford Bulls   | Irland       |
| Tony Mestrov     | Pfeiler                  | Wigan Warriors   | Australien   |
| Peter Gill       | Zweite-Reihe-Stürmer     | London Broncos   | Australien   |
| Mike Forshaw     | Zweite-Reihe-Stürmer     | Bradford Bulls   | England      |
| Andrew Farrell   | Dritte-Reihe-Stürmer     | Wigan Warriors   | England      |

## 1998 Dream Team
| Spieler          | Position                 | Verein           | Nationalität |
| ---------------- | ------------------------ | ---------------- | ------------ |
| Kris Radlinski   | Schlussmann              | Wigan Warriors   | England      |
| Jason Robinson   | Rechter Außendreiviertel | Wigan Warriors   | England      |
| Garry Connolly   | Rechter Innendreiviertel | Wigan Warriors   | England      |
| Brad Godden      | Linker Innendreiviertel  | Leeds Rhinos     | Australien   |
| Anthony Sullivan | Linker Außendreiviertel  | St Helens        | England      |
| Iestyn Harris    | Verbinder                | Leeds Rhinos     | Wales        |
| Gavin Clinch     | Gedrängehalb             | Halifax          | Australien   |
| Dale Laughton    | Pfeiler                  | Sheffield Eagles | Schottland   |
| Robbie McCormack | Hakler                   | Wigan Warriors   | Australien   |
| Tony Mestrov     | Pfeiler                  | Wigan Warriors   | Australien   |
| Steele Retchless | Zweite-Reihe-Stürmer     | London Broncos   | Australien   |
| Adrian Morley    | Zweite-Reihe-Stürmer     | Leeds Rhinos     | England      |
| Andrew Farrell   | Dritte-Reihe-Stürmer     | Wigan Warriors   | England      |

## 1999 Dream Team
| Spieler         | Position                 | Verein            | Nationalität |
| --------------- | ------------------------ | ----------------- | ------------ |
| Kris Radlinski  | Schlussmann              | Wigan Warriors    | England      |
| Jason Robinson  | Rechter Außendreiviertel | Wigan Warriors    | England      |
| Garry Connolly  | Rechter Innendreiviertel | Wigan Warriors    | England      |
| Paul Newlove    | Linker Innendreiviertel  | St Helens         | England      |
| Matt Daylight   | Linker Außendreiviertel  | Gateshead Thunder | Australien   |
| Iestyn Harris   | Verbinder                | Leeds Rhinos      | Wales        |
| Willie Peters   | Gedrängehalb             | Gateshead Thunder | Australien   |
| Dean Sampson    | Pfeiler                  | Castleford Tigers | England      |
| James Lowes     | Hakler                   | Bradford Bulls    | Irland       |
| Brian McDermott | Pfeiler                  | Bradford Bulls    | England      |
| Chris Joynt     | Zweite-Reihe-Stürmer     | St Helens         | England      |
| Adrian Morley   | Zweite-Reihe-Stürmer     | Leeds Rhinos      | England      |
| Adrian Vowles   | Dritte-Reihe-Stürmer     | Castleford Tigers | Australien   |

## 2000 Dream Team
| Spieler           | Position                 | Verein            | Nationalität |
| ----------------- | ------------------------ | ----------------- | ------------ |
| Kris Radlinski    | Schlussmann              | Wigan Warriors    | England      |
| Jason Robinson    | Rechter Außendreiviertel | Wigan Warriors    | England      |
| Steve Renouf      | Rechter Innendreiviertel | Wigan Warriors    | Australien   |
| Michael Eagar     | Linker Innendreiviertel  | Castleford Tigers | Australien   |
| Graham Mackay     | Linker Außendreiviertel  | Leeds Rhinos      | Australien   |
| Tommy Martyn      | Verbinder                | St Helens         | England      |
| Sean Long         | Gedrängehalb             | St Helens         | England      |
| Stuart Fielden    | Pfeiler                  | Bradford Bulls    | England      |
| Keiron Cunningham | Hakler                   | St Helens         | Wales        |
| Terry O’Connor    | Pfeiler                  | Wigan Warriors    | England      |
| Jamie Peacock     | Zweite-Reihe-Stürmer     | Bradford Bulls    | England      |
| Denis Betts       | Zweite-Reihe-Stürmer     | Wigan Warriors    | England      |
| Andrew Farrell    | Dritte-Reihe-Stürmer     | Wigan Warriors    | England      |

## 2001 Dream Team
| Spieler           | Position                 | Verein         | Nationalität    |
| ----------------- | ------------------------ | -------------- | --------------- |
| Kris Radlinski    | Schlussmann              | Wigan Warriors | England         |
| Tevita Vaikona    | Rechter Außendreiviertel | Bradford Bulls | Tonga           |
| Tonie Carroll     | Rechter Innendreiviertel | Leeds Rhinos   | Neuseeland      |
| Steve Renouf      | Linker Innendreiviertel  | Wigan Warriors | Australien      |
| Brett Dallas      | Linker Außendreiviertel  | Wigan Warriors | Australien      |
| Paul Sculthorpe   | Verbinder                | St Helens      | England         |
| Adrian Lam        | Gedrängehalb             | Wigan Warriors | Papua-Neuguinea |
| David Fairleigh   | Pfeiler                  | St Helens      | Australien      |
| Keiron Cunningham | Hakler                   | St Helens      | Wales           |
| Terry O’Connor    | Pfeiler                  | Wigan Warriors | England         |
| David Furner      | Zweite-Reihe-Stürmer     | Wigan Warriors | Australien      |
| Jamie Peacock     | Zweite-Reihe-Stürmer     | Bradford Bulls | England         |
| Andrew Farrell    | Dritte-Reihe-Stürmer     | Wigan Warriors | England         |

## 2002 Dream Team
| Spieler           | Position                 | Verein            | Nationalität    |
| ----------------- | ------------------------ | ----------------- | --------------- |
| Kris Radlinski    | Schlussmann              | Wigan Warriors    | England         |
| Tevita Vaikona    | Rechter Außendreiviertel | Bradford Bulls    | Tonga           |
| Keith Senior      | Rechter Innendreiviertel | Leeds Rhinos      | England         |
| Martin Gleeson    | Linker Innendreiviertel  | St Helens         | England         |
| Darren Albert     | Linker Außendreiviertel  | St Helens         | Australien      |
| Danny Orr         | Verbinder                | Castleford Tigers | England         |
| Adrian Lam        | Gedrängehalb             | Wigan Warriors    | Papua-Neuguinea |
| Terry O’Connor    | Pfeiler                  | Wigan Warriors    | England         |
| Keiron Cunningham | Hakler                   | St Helens         | Wales           |
| Stuart Fielden    | Pfeiler                  | Bradford Bulls    | England         |
| Michael Smith     | Zweite-Reihe-Stürmer     | Castleford Tigers | Neuseeland      |
| Jamie Peacock     | Zweite-Reihe-Stürmer     | Bradford Bulls    | England         |
| Paul Sculthorpe   | Dritte-Reihe-Stürmer     | St Helens         | England         |

## 2003 Dream Team
| Spieler          | Position                 | Verein                     | Nationalität    |
| ---------------- | ------------------------ | -------------------------- | --------------- |
| Gary Connolly    | Schlussmann              | Leeds Rhinos               | England         |
| Lesley Vainikolo | Rechter Außendreiviertel | Bradford Bulls             | Neuseeland      |
| Gareth Ellis     | Rechter Innendreiviertel | Wakefield Trinity Wildcats | England         |
| Keith Senior     | Linker Innendreiviertel  | Leeds Rhinos               | England         |
| Brian Carney     | Linker Außendreiviertel  | Wigan Warriors             | Irland          |
| Graham Appo      | Verbinder                | Warrington Wolves          | Australien      |
| Adrian Lam       | Gedrängehalb             | Wigan Warriors             | Papua-Neuguinea |
| Craig Smith      | Pfeiler                  | Wigan Warriors             | Neuseeland      |
| Terry Newton     | Hakler                   | Wigan Warriors             | England         |
| Andy Lynch       | Pfeiler                  | Castleford Tigers          | England         |
| Jamie Peacock    | Zweite-Reihe-Stürmer     | Bradford Bulls             | England         |
| Matt Adamson     | Zweite-Reihe-Stürmer     | Leeds Rhinos               | Australien      |
| Andrew Farrell   | Dritte-Reihe-Stürmer     | Wigan Warriors             | England         |

## 2004 Dream Team
| Spieler          | Position                 | Verein                     | Nationalität    |
| ---------------- | ------------------------ | -------------------------- | --------------- |
| Shaun Briscoe    | Schlussmann              | Hull FC                    | England         |
| Lesley Vainikolo | Rechter Außendreiviertel | Bradford Bulls             | Neuseeland      |
| Keith Senior     | Rechter Innendreiviertel | Leeds Rhinos               | England         |
| Sid Domic        | Linker Innendreiviertel  | Warrington Wolves          | Australien      |
| Marcus Bai       | Linker Außendreiviertel  | Leeds Rhinos               | Papua-Neuguinea |
| Danny McGuire    | Verbinder                | Leeds Rhinos               | England         |
| Richard Horne    | Gedrängehalb             | Hull FC                    | Schottland      |
| Andrew Farrell   | Pfeiler                  | Wigan Warriors             | England         |
| Matt Diskin      | Hakler                   | Leeds Rhinos               | England         |
| Paul King        | Pfeiler                  | Hull FC                    | England         |
| Ali Lauitiiti    | Zweite-Reihe-Stürmer     | Leeds Rhinos               | Neuseeland      |
| David Solomona   | Zweite-Reihe-Stürmer     | Wakefield Trinity Wildcats | Samoa           |
| Paul Sculthorpe  | Dritte-Reihe-Stürmer     | St Helens                  | England         |

## 2005 Dream Team
| Spieler           | Position                 | Verein            | Nationalität |
| ----------------- | ------------------------ | ----------------- | ------------ |
| Paul Wellens      | Schlussmann              | St Helens         | England      |
| Mark Calderwood   | Rechter Außendreiviertel | Leeds Rhinos      | England      |
| Jamie Lyon        | Rechter Innendreiviertel | St Helens         | Australien   |
| Martin Gleeson    | Linker Innendreiviertel  | Warrington Wolves | England      |
| Darren Albert     | Linker Außendreiviertel  | St Helens         | Australien   |
| Paul Cooke        | Verbinder                | Hull FC           | England      |
| Rob Burrow        | Gedrängehalb             | Leeds Rhinos      | England      |
| Jamie Thackray    | Pfeiler                  | Hull FC           | England      |
| Keiron Cunningham | Hakler                   | St Helens         | Wales        |
| Paul Anderson     | Pfeiler                  | Bradford Bulls    | England      |
| Jamie Peacock     | Zweite-Reihe-Stürmer     | Bradford Bulls    | England      |
| Ali Lauitiiti     | Zweite-Reihe-Stürmer     | Leeds Rhinos      | Neuseeland   |
| Kevin Sinfield    | Dritte-Reihe-Stürmer     | Leeds Rhinos      | England      |

## 2006 Dream Team
| Spieler           | Position                 | Verein             | Nationalität |
| ----------------- | ------------------------ | ------------------ | ------------ |
| Paul Wellens      | Schlussmann              | St Helens          | England      |
| Justin Murphy     | Rechter Außendreiviertel | Dragons Catalans   | Australien   |
| Jamie Lyon        | Rechter Innendreiviertel | St Helens          | Australien   |
| Kirk Yeaman       | Linker Innendreiviertel  | Hull FC            | England      |
| David Hodgson     | Linker Außendreiviertel  | Salford Red Devils | England      |
| Danny McGuire     | Verbinder                | Leeds Rhinos       | England      |
| Sean Long         | Gedrängehalb             | St Helens          | England      |
| Stuart Fielden    | Pfeiler                  | Wigan Warriors     | England      |
| Keiron Cunningham | Hakler                   | St Helens          | Wales        |
| Danny Nutley      | Pfeiler                  | Castleford Tigers  | Australien   |
| Gareth Ellis      | Zweite-Reihe-Stürmer     | Leeds Rhinos       | England      |
| Jon Wilkin        | Zweite-Reihe-Stürmer     | St Helens          | England      |
| Kevin Sinfield    | Dritte-Reihe-Stürmer     | Leeds Rhinos       | England      |

## 2007 Dream Team
| Spieler         | Position                 | Verein                     | Nationalität |
| --------------- | ------------------------ | -------------------------- | ------------ |
| Paul Wellens    | Schlussmann              | St Helens                  | England      |
| Kevin Penny     | Rechter Außendreiviertel | Warrington Wolves          | England      |
| Adam Mogg       | Rechter Innendreiviertel | Dragons Catalans           | Australien   |
| Jason Demetriou | Linker Innendreiviertel  | Wakefield Trinity Wildcats | Australien   |
| Scott Donald    | Linker Außendreiviertel  | Leeds Rhinos               | Australien   |
| Trent Barrett   | Verbinder                | Wigan Warriors             | Australien   |
| Rob Burrow      | Gedrängehalb             | Leeds Rhinos               | England      |
| Nick Fozzard    | Pfeiler                  | St Helens                  | England      |
| James Roby      | Hakler                   | St Helens                  | England      |
| Jamie Peacock   | Pfeiler                  | Leeds Rhinos               | England      |
| Gareth Ellis    | Zweite-Reihe-Stürmer     | Leeds Rhinos               | England      |
| Glenn Morrison  | Zweite-Reihe-Stürmer     | Bradford Bulls             | Australien   |
| Stephen Wild    | Dritte-Reihe-Stürmer     | Huddersfield Giants        | England      |

## 2008 Dream Team
| Spieler            | Position                 | Verein            | Nationalität |
| ------------------ | ------------------------ | ----------------- | ------------ |
| Clint Greenshields | Schlussmann              | Dragons Catalans  | Australien   |
| Scott Donald       | Rechter Außendreiviertel | Leeds Rhinos      | Australien   |
| Matthew Gidley     | Rechter Innendreiviertel | St Helens         | Australien   |
| George Carmont     | Linker Innendreiviertel  | Wigan Warriors    | Samoa        |
| Ade Gardner        | Linker Außendreiviertel  | St Helens         | England      |
| Leon Pryce         | Verbinder                | St Helens         | England      |
| Rob Burrow         | Gedrängehalb             | Leeds Rhinos      | England      |
| James Graham       | Pfeiler                  | St Helens         | England      |
| Keiron Cunningham  | Hakler                   | St Helens         | Wales        |
| Jamie Peacock      | Pfeiler                  | Leeds Rhinos      | England      |
| Gareth Ellis       | Zweite-Reihe-Stürmer     | Leeds Rhinos      | England      |
| Ben Westwood       | Zweite-Reihe-Stürmer     | Warrington Wolves | England      |
| Kevin Sinfield     | Dritte-Reihe-Stürmer     | Leeds Rhinos      | England      |

## 2009 Dream Team
| Spieler        | Position                 | Verein               | Nationalität       |
| -------------- | ------------------------ | -------------------- | ------------------ |
| Brett Hodgson  | Schlussmann              | Huddersfield Giants  | Australien         |
| Peter Fox      | Rechter Außendreiviertel | Hull Kingston Rovers | England            |
| Matthew Gidley | Rechter Innendreiviertel | St Helens            | Australien         |
| Keith Senior   | Linker Innendreiviertel  | Leeds Rhinos         | England            |
| Ryan Hall      | Linker Außendreiviertel  | Leeds Rhinos         | England            |
| Sam Tomkins    | Verbinder                | Wigan Warriors       | England            |
| Michael Dobson | Gedrängehalb             | Hull Kingston Rovers | Australien         |
| Adrian Morley  | Pfeiler                  | Warrington Wolves    | England            |
| Scott Moore    | Hakler                   | Huddersfield Giants  | England            |
| Jamie Peacock  | Pfeiler                  | Leeds Rhinos         | England            |
| Ben Galea      | Zweite-Reihe-Stürmer     | Hull Kingston Rovers | Australien         |
| Clint Newton   | Zweite-Reihe-Stürmer     | Hull Kingston Rovers | Vereinigte Staaten |
| Kevin Sinfield | Dritte-Reihe-Stürmer     | Leeds Rhinos         | England            |

## 2010 Dream Team
| Spieler         | Position                 | Verein               | Nationalität |
| --------------- | ------------------------ | -------------------- | ------------ |
| Paul Wellens    | Schlussmann              | St Helens            | England      |
| Pat Richards    | Rechter Außendreiviertel | Wigan Warriors       | Irland       |
| Matt King       | Rechter Innendreiviertel | Warrington Wolves    | Australien   |
| Keith Senior    | Linker Innendreiviertel  | Leeds Rhinos         | England      |
| Ryan Hall       | Linker Außendreiviertel  | Leeds Rhinos         | England      |
| Sam Tomkins     | Verbinder                | Wigan Warriors       | England      |
| Michael Dobson  | Gedrängehalb             | Hull Kingston Rovers | Australien   |
| Adrian Morley   | Pfeiler                  | Warrington Wolves    | England      |
| James Roby      | Hakler                   | St Helens            | England      |
| James Graham    | Pfeiler                  | St Helens            | England      |
| Ben Westwood    | Zweite-Reihe-Stürmer     | Warrington Wolves    | England      |
| Joel Tomkins    | Zweite-Reihe-Stürmer     | Wigan Warriors       | England      |
| Sean O’Loughlin | Dritte-Reihe-Stürmer     | Wigan Warriors       | England      |

## 2011 Dream Team
| Spieler         | Position                 | Verein            | Nationalität |
| --------------- | ------------------------ | ----------------- | ------------ |
| Sam Tomkins     | Schlussmann              | Wigan Warriors    | England      |
| Tom Briscoe     | Rechter Außendreiviertel | Hull FC           | England      |
| Kirk Yeaman     | Rechter Innendreiviertel | Hull FC           | England      |
| George Carmont  | Linker Innendreiviertel  | Wigan Warriors    | Samoa        |
| Joel Monaghan   | Linker Außendreiviertel  | Warrington Wolves | Australien   |
| Rangi Chase     | Verbinder                | Castleford Tigers | Neuseeland   |
| Scott Dureau    | Gedrängehalb             | Dragons Catalans  | Australien   |
| James Graham    | Pfeiler                  | St Helens         | England      |
| James Roby      | Hakler                   | St Helens         | England      |
| Garreth Carvell | Pfeiler                  | Warrington Wolves | England      |
| Ben Westwood    | Zweite-Reihe-Stürmer     | Warrington Wolves | England      |
| Steve Menzies   | Zweite-Reihe-Stürmer     | Dragons Catalans  | Australien   |
| Sean O’Loughlin | Dritte-Reihe-Stürmer     | Wigan Warriors    | England      |

## 2012 Dream Team
| Spieler         | Position                 | Verein            | Nationalität |
| --------------- | ------------------------ | ----------------- | ------------ |
| Sam Tomkins     | Schlussmann              | Wigan Warriors    | England      |
| Josh Charnley   | Rechter Außendreiviertel | Wigan Warriors    | England      |
| George Carmont  | Rechter Innendreiviertel | Wigan Warriors    | Samoa        |
| Ryan Atkins     | Linker Innendreiviertel  | Warrington Wolves | England      |
| Ryan Hall       | Linker Außendreiviertel  | Leeds Rhinos      | England      |
| Brett Finch     | Verbinder                | Wigan Warriors    | Australien   |
| Scott Dureau    | Gedrängehalb             | Dragons Catalans  | Australien   |
| Chris Hill      | Pfeiler                  | Warrington Wolves | England      |
| James Roby      | Hakler                   | St Helens         | England      |
| Rémi Casty      | Pfeiler                  | Dragons Catalans  | Frankreich   |
| Ben Westwood    | Zweite-Reihe-Stürmer     | Warrington Wolves | England      |
| Gareth Hock     | Zweite-Reihe-Stürmer     | Wigan Warriors    | England      |
| Sean O’Loughlin | Dritte-Reihe-Stürmer     | Wigan Warriors    | England      |

## 2013 Dream Team
| Spieler         | Position                 | Verein                     | Nationalität |
| --------------- | ------------------------ | -------------------------- | ------------ |
| Sam Tomkins     | Schlussmann              | Wigan Warriors             | England      |
| Josh Charnley   | Rechter Außendreiviertel | Wigan Warriors             | England      |
| Leroy Cudjoe    | Rechter Innendreiviertel | Huddersfield Giants        | England      |
| Ben Crooks      | Linker Innendreiviertel  | Hull FC                    | England      |
| Tom Lineham     | Linker Außendreiviertel  | Hull FC                    | England      |
| Danny Brough    | Verbinder                | Huddersfield Giants        | Schottland   |
| Matty Smith     | Gedrängehalb             | Wigan Warriors             | England      |
| Eorl Crabtree   | Pfeiler                  | Huddersfield Giants        | England      |
| Shaun Lunt      | Hakler                   | Huddersfield Giants        | England      |
| Jamie Peacock   | Pfeiler                  | Leeds Rhinos               | England      |
| Brett Ferres    | Zweite-Reihe-Stürmer     | Huddersfield Giants        | England      |
| Danny Kirmond   | Zweite-Reihe-Stürmer     | Wakefield Trinity Wildcats | England      |
| Sean O’Loughlin | Dritte-Reihe-Stürmer     | Wigan Warriors             | England      |

## 2014 Dream Team
| Spieler           | Position                 | Verein            | Nationalität |
| ----------------- | ------------------------ | ----------------- | ------------ |
| Zak Hardaker      | Schlussmann              | Leeds Rhinos      | England      |
| Tommy Makinson    | Rechter Außendreiviertel | St Helens         | England      |
| Kallum Watkins    | Rechter Innendreiviertel | Leeds Rhinos      | England      |
| Michael Shenton   | Linker Innendreiviertel  | Castleford Tigers | England      |
| Ryan Hall         | Linker Außendreiviertel  | Leeds Rhinos      | England      |
| Kevin Brown       | Verbinder                | Widnes Vikings    | England      |
| Matty Smith       | Gedrängehalb             | Wigan Warriors    | England      |
| Chris Hill        | Pfeiler                  | Warrington Wolves | England      |
| Daryl Clark       | Hakler                   | Castleford Tigers | England      |
| Jamie Peacock     | Pfeiler                  | Leeds Rhinos      | England      |
| Elliott Whitehead | Zweite-Reihe-Stürmer     | Dragons Catalans  | England      |
| Carl Ablett       | Zweite-Reihe-Stürmer     | Leeds Rhinos      | England      |
| Sean O’Loughlin   | Dritte-Reihe-Stürmer     | Wigan Warriors    | England      |

## 2015 Dream Team
| Spieler             | Position                 | Verein              | Nationalität |
| ------------------- | ------------------------ | ------------------- | ------------ |
| Zak Hardaker        | Schlussmann              | Leeds Rhinos        | England      |
| Jermaine McGillvary | Rechter Außendreiviertel | Huddersfield Giants | England      |
| Kallum Watkins      | Rechter Innendreiviertel | Leeds Rhinos        | England      |
| Michael Shenton     | Linker Innendreiviertel  | Castleford Tigers   | England      |
| Joe Burgess         | Linker Außendreiviertel  | Wigan Warriors      | England      |
| Danny Brough        | Verbinder                | Huddersfield Giants | Schottland   |
| Luke Gale           | Gedrängehalb             | Castleford Tigers   | England      |
| Alex Walmsley       | Pfeiler                  | St Helens           | England      |
| James Roby          | Hakler                   | St Helens           | England      |
| Jamie Peacock       | Pfeiler                  | Leeds Rhinos        | England      |
| Zeb Taia            | Zweite-Reihe-Stürmer     | Dragons Catalans    | Cookinseln   |
| Liam Farrell        | Zweite-Reihe-Stürmer     | Wigan Warriors      | England      |
| Adam Cuthbertson    | Dritte-Reihe-Stürmer     | Leeds Rhinos        | Australien   |